# Schefflera vanuatua
Schefflera vanuatua är en araliaväxtart som beskrevs av Porter Prescott Lowry. Schefflera vanuatua ingår i släktet Schefflera och familjen araliaväxter.
Artens utbredningsområde är Vanuatu. Inga underarter finns listade.